# Jean Ancot den äldre
Jean Ancot den äldre, född 22 oktober 1776 i Brygge, död där 12 juli 1848, var en belgisk violinist, pianist och kompositör. Han studerade i Paris för Pierre Baillot, Rodolphe Kreutzer och Charles-Simon Catel. Han skrev fyra violinkoserter, ouvertyrer, marschmusik och kyrkomusik. De flesta av hans verk har gått förlorade. Ancot var lärare till sönerna Jean Ancot den yngre och Louis Ancot.